# Ardusat
Ardusat is een Roemeense gemeente in het district Maramureș.

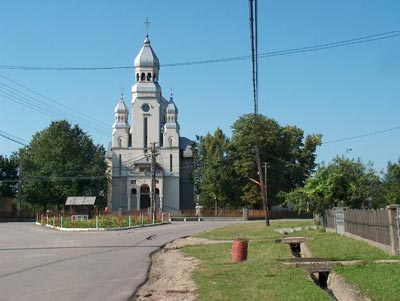
Ardusat

Ardusat telt 2832 inwoners.